# Georg Ots
Georg Ots   (Sant Petersburg, 21 de març de 1920 - Tallinn, 5 de setembre de 1975) va ser un polític estonià, cantant i actor.

## Biografia
Abans d'estudiar el cant amb el baríton estonià Aleksander Rahnel a Yaroslavl a la part posterior del front de l'Est, on s'havia establert un centre cultural per als estonians evacuats, Ots era un jove oficial de la Marina que havia escapat d'un vaixell enfonsat i fet presoner a Rússia. Va ser alliberat un any després, i al seu retorn a casa, va fer una audició per a un lloc al conservatori de Tallinn. Al mateix temps, es va convertir en membre del cor al Estònia Theatre de Tallinn. El seu debut en òpera solista va ser una petita part a Eugene Onegin (1944). Aviat es va convertir en un dels cantants més venerats a Estònia i Finlàndia i també va ser admirat i estimat a tota Rússia.
Ots va actuar sovint a moltes grans òperes de l'antiga Unió Soviètica, essent especialment apreciades al Teatre Bolxoi de Moscou. El seu repertori incloïa els papers d'Eugene Onegin, Yeletzky, Escamillo, Renato, Don Giovanni, Papageno, Rigoletto, Iago, Porgy, Figaro i el paper principal en el Colas Breugnon de Dmitri Kabalevski. Georg Ots cantava en estonià, rus, finès, alemany, italià i francès, i parlava molt bé en els sis idiomes. El paper més famós d'Ots, amb el qual sovint s'identificava, va ser el personatge protagonista de l'òpera Demon d'Anton Rubinstein. El llibret de Demon es basa en el famós poema èpic de Mikhaïl Lérmontov, que va ser prohibit a causa de la seva trama argumental que comporta una desajustament entre un àngel fosc i una princesa georgiana. La interpretació de Georg Ots sobre l'àngel va fascinar les audiències i va rebre crítiques ràpides, fent més famós el controvertit poema de Lermontov.
La popularitat d'Ots va culminar el 1958 amb el llançament del film soviètic musical de Lenfilm Studios, Mister X, basat en l'opereta d'Emmerich Kálmán, Die Zirkusprinzessin. Ots també va tenir un paper principal a Between Three Plagues, una pel·lícula basada en una novel·la històrica de Jaan Kross que il·lumina la vida de Balthasar Russow, un distingit escriptor i cronista estonià. A Ots li encantava interpretar cançons de Mússorgsky i Txaikovski, i d'altres compositors russos, i també va ser un intèrpret devot de cançons populars estonianes. La seva veu es va escoltar a la ràdio i la televisió a tota la Unió Soviètica i tots els seus discos es van esgotar gairebé immediatament.
També va actuar amb èxit en diversos països europeus. Després de la seva mort el 1975 causada per un tumor cerebral, l'Escola de Música de Tallinn va rebre el seu nom (ara Georg Otsa nimeline Tallinna Muusikakool). El 1997, científics russos van donar el seu nom a un planeta menor recentment descobert, el 3738 Ots (QA1 del 1977). Es va casar tres vegades (amb Margot Ots (nascuda, Laane Heinsoo, des del 1950), Asta Ots (Saar) i Ilona Ots (Noor) respectivament)) i va tenir dues filles, un fill (filla Ülle Malken (Ots) i el fill Ülo Ots amb Asta Ots, i la filla Mariann Randmaa (Ots) amb Ilona Ots), i dos fills adoptats (Hendrik Ots i Jüri Ots).